# 小行星6847
小行星6847（英語：6847 Kunz-Hallstein）是一颗围绕太阳公转的小行星。1977年9月5日，H.-E. Schuster在拉西拉天文台发现了此天体。
这颗小行星的绝对星等为53.15352等。